# Trentepohlia (Mongoma) persimilis
Trentepohlia (Mongoma) persimilis is een tweevleugelige uit de familie steltmuggen (Limoniidae). De soort komt voor in het Oriëntaals gebied.